# Labrus

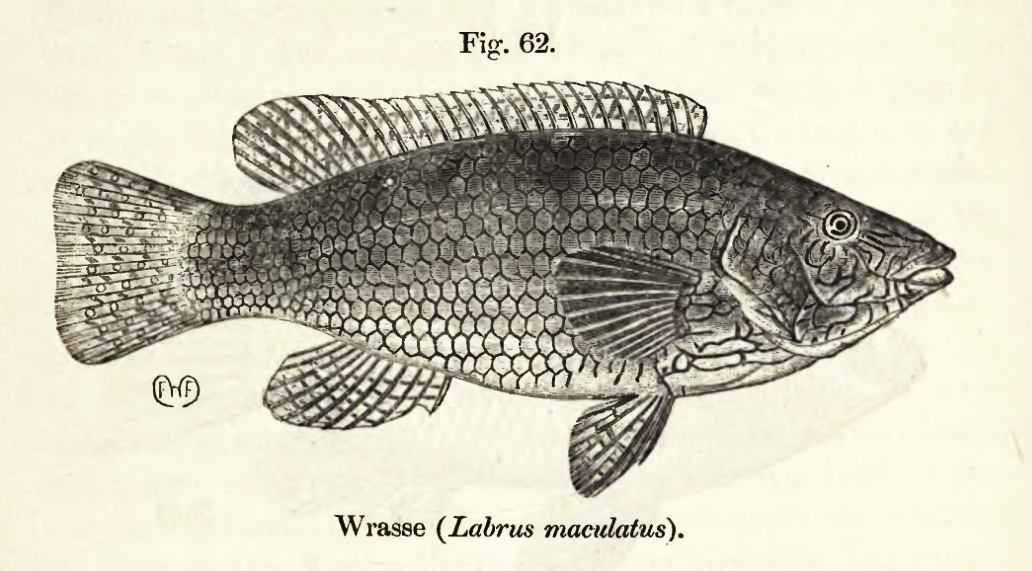
Labrus bergylta

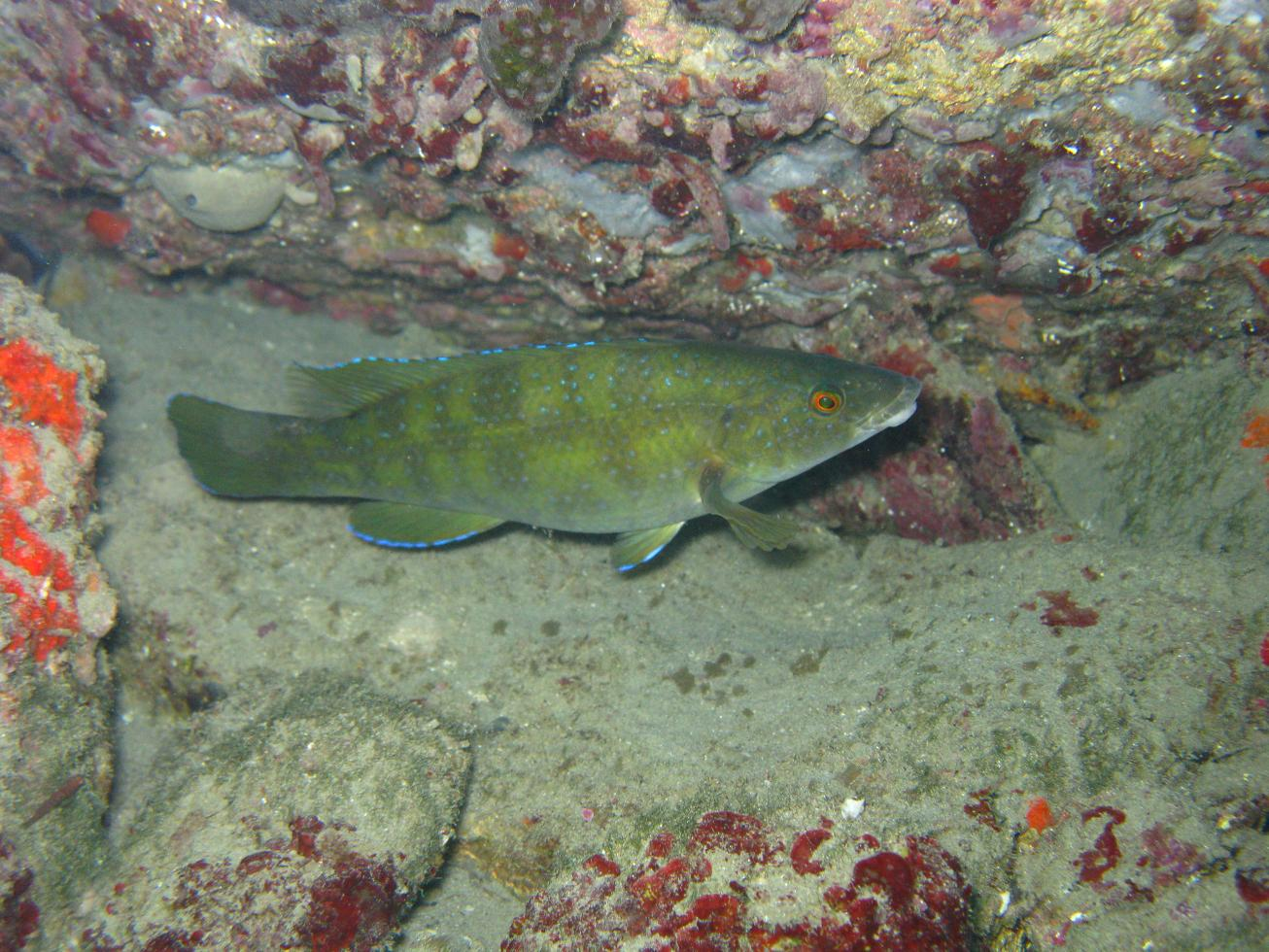
Labrus merula fotografiado en Liguria (Italia).

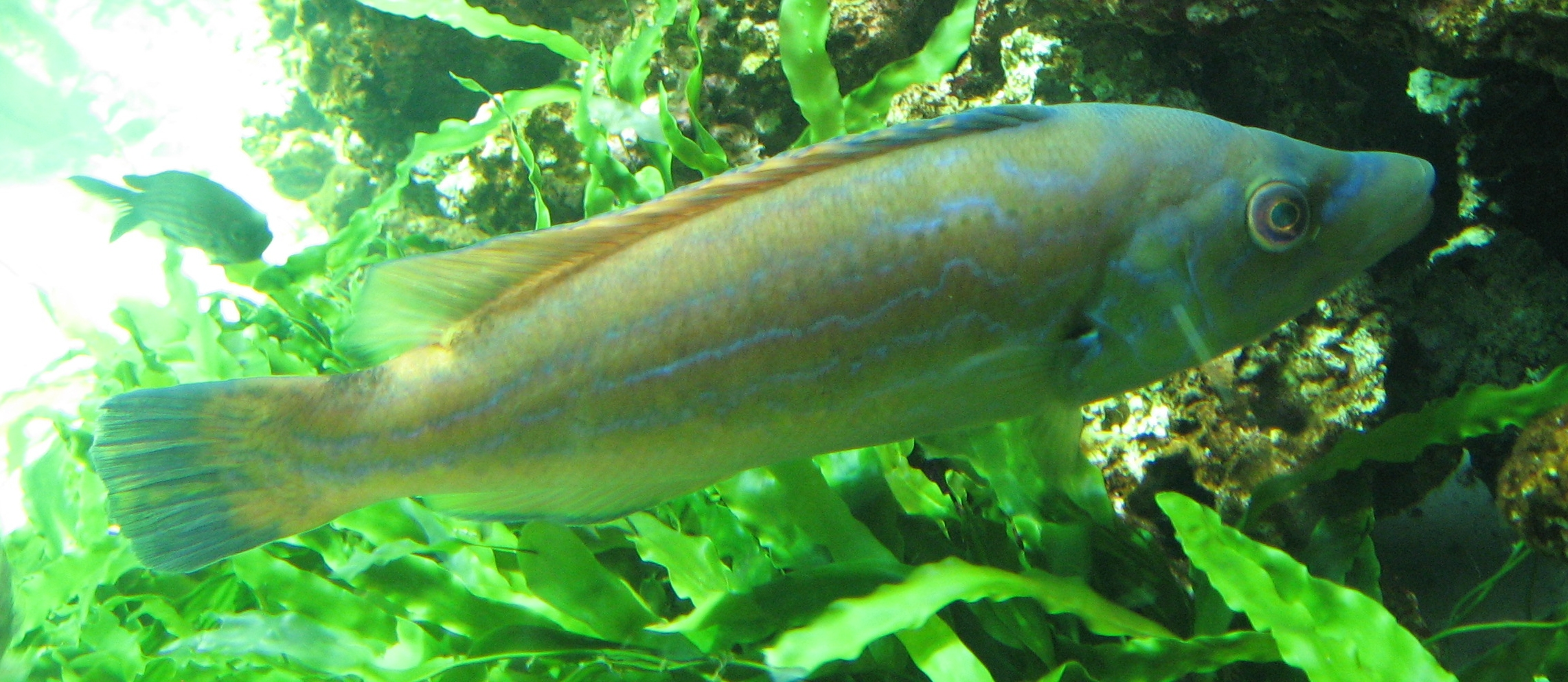
Labrus mixtus

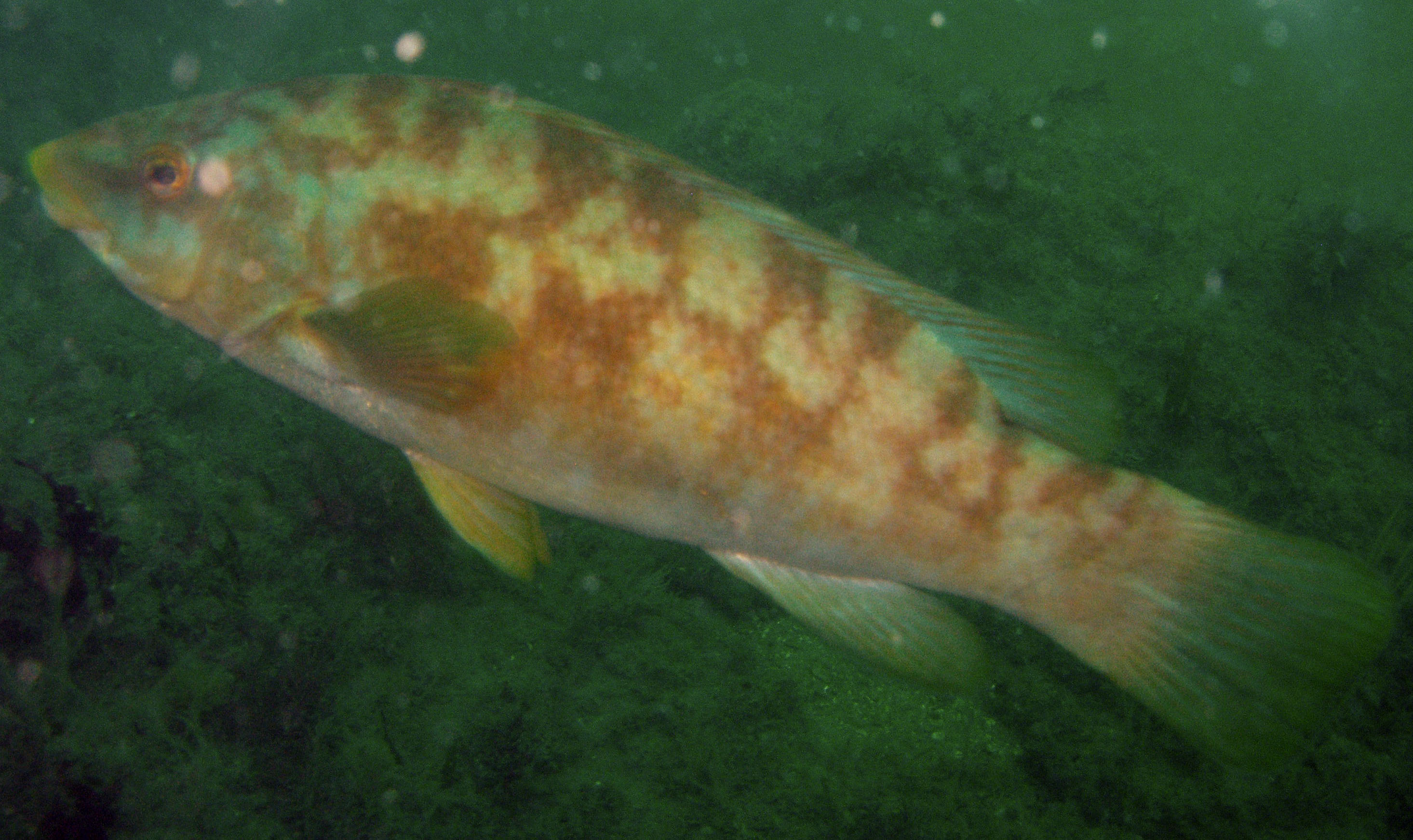
Labrus bergylta

Labrus é um gênero de bodiões da família Labridae, atualmente com quatro espécies reconhecidas:
- Labrus bergylta Ascanius, 1767
- Labrus merula  Linnaeus, 1758
- Labrus mixtus Linnaeus, 1758
- Labrus viridis  Linnaeus, 1758